# Seyssel (Alta Savoia)
Seyssel (Seissello in italiano, desueto) è un comune francese di 2 324 abitanti situato nel dipartimento dell'Alta Savoia nella regione dell'Alvernia-Rodano-Alpi.

## Società

### Evoluzione demografica
Abitanti censiti